# Abibatou Traoré

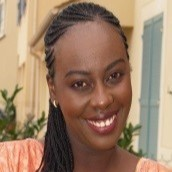
Abibatou Traoré (2020)

Abibatou Traoré Kemgné (* 1973 in Dakar) ist eine senegalesische Schriftstellerin.

## Leben
Bis Abibatou Traoré 8 Jahre alt war, lebte sie in Dakar, danach in der Casamance im südwestlichen Senegal. Ihren Schulabschluss machte sie am Lycée Djignabo in Ziguinchor. Sie begann frühzeitig zu lesen, übte sich bereits mit 6 Jahren an den Zeitungen, die der Vater zu Hause herumliegen ließ. In der Schule liebte sie das Schreiben von Aufsätzen.
In Frankreich studierte Abibatou Traoré an der Universités de Paris X und der Universität Pierre und Marie Curie. Abschlüsse machte sie in angewandter Mathematik, Sozialwissenschaften und Informatik. Noch als Studentin veröffentlichte sie ihren ersten Roman Sidagamie. Der Erfolg ermöglichte es ihr zu reisen. Danach verdiente sie sich ihren Lebensunterhalt durch andere Arbeit, was sie nach eigener Aussage vom Schreiben entfernt hat. 2007 lebte sie in Frankreich, wo sie für die Bank HSBC im Bereich Informatik tätig war.
Mit 33 Jahren veröffentlichte Abibatou Traoré ihr zweites Buch Samba le fou (zu Deutsch: Der verrückte Samba). Sie erzählt die fiktive Geschichte eines Mannes, der durch die Widerwärtigkeiten des Lebens in extremer Weise an den Rand gedrängt wurde. Dann trifft der Mann ein junges Mädchen, das ihm aus dem Gefängnis helfen will. Abibatou Traoré spricht verschiedene Themen an: uneheliche Herkunft, wie sie in Afrika erlebt wird, das Leiden des Kindes, die Auswanderung in den Westen und das Elend der illegalen Einwanderer in Europa.

## Werke
- Sidagamie. Présence Africaine Éditions, 1998, ISBN 2-7087-0673-X
- Samba le fou. L'Harmattan, 2006, ISBN 2-296-01961-7
- L'homme de la maison, Présence africaine, 2022, ISBN 978-2-7087-0995-9